# Mélanges de l'École française de Rome

Les Mélanges de l'École française de Rome sont une revue d'histoire et d'archéologie publiée par l'École française de Rome.

## Historique
Initialement publiée sous le titre Mélanges d'archéologie et d'histoire de 1881 à 1970, elle existe désormais en plusieurs séries distinctes : les Mélanges de l'École française de Rome : Antiquité (MEFRA), les Mélanges de l'École française de Rome : Moyen Âge (MEFRM) et les Mélanges de l'École française de Rome : Italie et Méditerranée modernes et contemporaines (MEFRIM).
Les Mélanges de l'École française de Rome sont disponibles en libre accès jusqu'à l'année 1999 sur le portail Persée.